# Chinarra
Chinarra (pl. Chinarras; isto i Humas), pleme američkih Indijanaca, ogranak Concha, koje je obitavalo na sjeveru meksičke države Chihuahua, između rijeka Río Santa Maria i Río Conchos. Chinarri su bili nomadi, sakupljači i lovci. Ovo pleme bilo je u 17. stoljeću u ratu sa Španjolcima. Godine 1717. za njih je utemeljena misija Santa Ana de Chinarras.

## Vanjske poveznice
- Entre conchos, tobosos y tarahumaras  Arhivirana inačica izvorne stranice od 29. rujna 2007. (Wayback Machine)